# Ligstroside
Il ligstroside è un glucoside secoiridoide.
È presente nelle olive, tramite processi ossidativi e idrolitici si formano diversi derivati (come gli agliconi) che poi si ritrovano nell'olio di oliva.